# Professeur certifié affecté dans l'enseignement supérieur
Pour les articles homonymes, voir Professeur.
 (mai 2023).
Si vous disposez d'ouvrages ou d'articles de référence ou si vous connaissez des sites web de qualité traitant du thème abordé ici, merci de compléter l'article en donnant les références utiles à sa vérifiabilité et en les liant à la section « Notes et références ».
Le professeur certifié affecté dans l'enseignement supérieur (PRCE) peut enseigner dans une université française, y compris en institut universitaire de technologie (IUT) ou en institut national supérieur du professorat et de l'éducation (Inspé).